# Juan Bermúdez
Juan de Bermúdez fue un navegante español de los siglos XV y XVI nacido en la localidad onubense de Palos de la Frontera. Su fama se debe principalmente al descubrimiento de las islas Bermudas, que recibieron ese nombre en su honor. Se desconoce la fecha de su nacimiento, pero se sabe que falleció en el año 1570.

## Primer viaje al Nuevo Mundo
Todo parece indicar que Juan Bermúdez formó parte de la expedición de Cristóbal Colón que partió del puerto de Palos de la Frontera el 3 de agosto de 1492 y que realizó el descubrimiento de América el 12 de octubre del mismo año, viajando a bordo de La Pinta, carabela capitaneada por el navegante y explorador Martín Alonso Pinzón. También formó parte su hermano Diego Bermúdez, a bordo de la nao Santa María, y que contaba con 12 años de edad.
El 23 de abril de 1493 partió del puerto de Cádiz formando parte del segundo viaje de Colón al Nuevo Mundo, y después de su regreso a España, Bermúdez se dedicó a llevar provisiones y habitantes a las poblaciones de los nuevos territorios americanos, llegando a contraer Colón deudas con él, por este motivo.

## Descubrimiento de la isla Bermuda

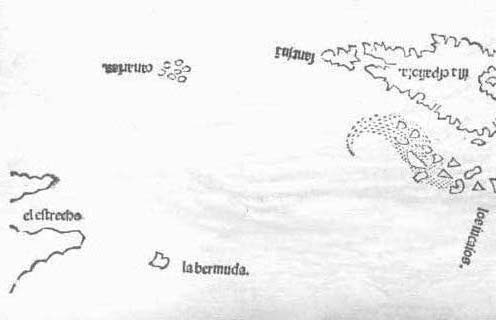
Primer mapa en el que aparece representada la isla de Bermuda, que aparece en la obra del cronista de Indias Pedro Mártir de Anglería llamada Legatio Babylonica (1511).

En uno de sus viajes de vuelta a casa desde el Nuevo Mundo, Bermúdez capitaneaba a La Garza, embarcación que formaba parte de la flota española, cuando una tempestad le desvió hacia el norte y se encontró con la isla. Sin embargo, los arrecifes que complicaban el acceso, y el sonido de los pájaros anidando en la costa (Pterodroma cahow o Petrel de Bermudas, hoy pájaro nacional de las islas) hicieron optar a Bermúdez por no tomar tierra, y también provocó que los marineros la denominaran como isla de demonios.
El año en el que Bermúdez descubrió las islas es impreciso, aunque se sabe que fue antes de 1511 debido a que en la obra del cronista de Indias Pedro Mártir de Anglería llamada Legatio Babylonica, publicada ese año, incluía una isla llamada La Bermuda entre las islas representadas en el océano Atlántico. Sin embargo, aunque no hay una fecha clara, los habitantes de Bermudas celebraron el Quinto Centenario de su avistamiento en el año 2005, por lo que consideran que Juan Bermúdez descubrió las islas en 1505, habiendo llegado a esa deducción después de haber investigado durante los últimos años del siglo XX, concluyendo que era imposible que hubiera sido antes de ese año.
En el año 1512 compró dos carabelas en Portugal, la Santa Cruz y la Santa María de la Antigua, y al año siguiente, pilotó la segunda junto al también palermo Juan Rodríguez Mafra, que pilotó la primera, dirigiéndose a la isla de Cuba y La Española, a donde llevaron mercancías y pasajeros. En este viaje les acompaña Juan Martín Pinzón, hijo de Martín Alonso Pinzón.
Bermúdez regresó a las islas en 1515, según relata su acompañante Gonzalo Fernández de Oviedo y Valdés en el Sumario de la Natural Historia de las Indias, publicado en 1526, pero debido al mal tiempo que encontraron, no intentaron atracar en la isla.